# Signalton
Ein Signalton ist ein Ton, der einen Menschen auf ein Ereignis hinweist. Er signalisiert eine bestimmte Nachricht, meistens eine Alarmierung, eine Anrufsignalisierung oder ein Warnsignal (z. B. die Warnung vor einer unmittelbar bevorstehenden Sprengung).
Signaltöne können durch Instrumente, Personen oder durch Schallerzeuger technischer Art abgegeben werden.

## Personen
- Pfeifen

## Instrumente und Apparaturen
- Sirenen
- Wiedergabe von bereits erzeugten Tönen, z. B. bei Telefonen und Computern
- Tonerzeugende Geräte, z. B. das Folgetonhorn oder Intervalltöne (wie die Warntöne beim Rückwärtsfahren von LKW oder Großmaschinen, wie Mähdrescher, Rübenroder etc.)
- akustische Musikinstrumente wie die Signaltrompeten, Fanfaren, Trommeln oder Trillerpfeifen
- Hupen (vor allem bei Kraftfahrzeugen oder in der Schifffahrt u. a. das Nebelhorn)
- Klingeltöne
- Bleeping